# PSR J1719−1438 b
PSR J1719−1438 b — экзопланета (пульсарная планета, сверхземля, углеродная планета) у миллисекундного пульсара. Единственный известный объект в системе PSR J1719−1438, удалённой от Земли на 3900 световых лет в направлении созвездия Змеи. Экзопланета, вероятно, состоит преимущественно из кристаллического углерода. Большая полуось PSR J1719−1438 b всего 0,004 а. е. Это значит, что экзопланета обращается на расстоянии в 95 раз меньше расстояния от Солнца до Меркурия. Существуют всего две известные планетные системы, которые находятся ещё ближе к родительскому останку звезды — это WD 0137-349 (0,003 а. е.) и WD 1202—024 (0,0021 а. е.).

## Обнаружение планетной системы
PSR J1719-1438 был впервые обнаружен в 2009 году группой, возглавляемой Мэтью Бейлсом из Суинбернского технологического университета в Мельбурне, Австралия.

## Планетные характеристики
На момент открытия, PSR J1719-1438 b была плотнейшей планетой из когда-либо обнаруженных, с плотностью, почти в 20 раз превышающей плотность Юпитера (около 23 раз больше плотности воды). Планета немного более массивна, чем Юпитер, имея при этом радиус в 2.5 меньше радиуса Юпитера. Как полагают, она состоит из кислорода и углерода, в отличие от обычных газовых планет (таких как Юпитер и Сатурн), состоящих в основном из водорода и гелия. Кислород, скорее всего, преобладает на поверхности планеты, а углерод концентрируется в глубине. Огромное давление, действующее на планете, позволяет предположить, что углерод кристаллизуется, образуя алмаз.
PSR J1719-1438 b обращается вокруг нейтронной звезды с периодом 2.177 часов на расстоянии немного меньше радиуса Солнца.